# Gilles Meloche
Pour les articles homonymes, voir Meloche.
Gilles Meloche (né le 12 juillet 1950 à Montréal ville de la province de Québec au Canada) est un gardien de but professionnel de hockey sur glace de 1970 à 1988. Il est ensuite membre de l'équipe dirigeante des Penguins de Pittsburgh de la Ligue nationale de hockey.

## Carrière

### Carrière de joueur

#### Ligue de hockey junior majeur du Québec (LHJMQ)
Meloche commence sa carrière en jouant dans la Ligue de hockey junior majeur du Québec pour les Maple Leafs de Verdun en 1969-70. Dès sa première saison il fait sensation dans la LHJMQ et est sélectionné dans la première équipe d'étoiles de la saison. Son équipe perd en finale pour la Coupe du président contre les Remparts de Québec. 
Les Remparts représentent l'équipe du Québec pour le tournoi pour l'obtention de la Coupe Memorial. Comme se voulait la règle à cette époque, l'équipe gagnante pouvait emprunter des joueurs des autres équipes de sa ligue pour améliorer son alignement. Gille Meloche a été réclamé pour être gardien de but avec l'équipe de Québec. Au premier tour a lieu la finale québécoise, l'équipe affronte le National de Port-Alfred de la Ligue de hockey junior du Lac-Saint-Jean. L'équipe de Meloche éliminent cette équipe en l'emportant trois parties de suite. Au second tour de la Coupe Memorial a lieu la finale de l'Est du Canada contre les Islanders de Charlottetown. Les Remparts remportent cette finale en défaisant cette équipe en 4 victoires contre 2 revers. En demi-finale, Meloche affrontent le Canadien junior de Montréal qui évolue dans l'Association de hockey de l'Ontario. Lui et l'équipe de Québec subissent la défaite en trois parties.

#### Ligue nationale de hockey (LNH)
Il participe au repêchage d'entrée dans la Ligue nationale de hockey de l'été suivant et est choisi par les Black Hawks de Chicago lors de la cinquième ronde, le 70e joueur au total. Troisième gardien derrière Tony Esposito, le titulaire de l'équipe, il joue deux matchs de la saison 1970-1971 dans la LNH et passe le reste de son temps dans la Ligue internationale de hockey avec les Generals de Flint.
En octobre 1971, il rejoint les Golden Seals de la Californie en compagnie de Paul Shmyr et en retour de Gerry Desjardins. Âgé de 21 ans, il est le gardien numéro un de l'équipe pour la saison régulière et pour les saisons suivantes. Malgré tout, l'équipe est en difficulté et ne parvient pas à une seule fois à se qualifier pour les séries. La franchise déménage et Gilles Meloche suit son équipe qui prend alors le nom de Barons de Cleveland. Cette nouvelle aventure ne dure que deux saisons pour les Barons et Meloche et toujours sans aucun match dans les séries de la Coupe Stanley, il déménage une nouvelle fois.
Sa nouvelle équipe est celle des North Stars du Minnesota et il parvient pour la première fois de sa carrière dans les séries à l'issue de la saison 1979-1980. L'équipe se rend jusqu'au troisième tour, et il est l'auteur d'un blanchissage lors du second tour contre les Canadiens de Montréal. Finalement l'équipe perd au troisième tour contre les Flyers de Philadelphie. Les Canadiens étaient alors menés par Guy Lafleur et déjà vainqueurs lors des quatre dernières saisons de la Coupe Stanley.
Lors du mois de février 1980, il est sélectionné pour jouer le 32e Match des étoiles remportant la confrontation avec sa sélection. Lors de la saison suivante, il forme un des meilleurs tandems de la ligue avec Don Beaupre et ensemble ils emmènent leur équipe en finale de la coupe. Une nouvelle fois sélectionné pour le 34e Match des étoiles, il reste avec les North Stars jusqu'à l'issue de la saison 1984-1985.
Entre-temps, en 1982, il est sélectionné pour jouer avec l'équipe du Canada lors du championnat du monde. Il remporte alors la médaille de bronze aux côtés de Wayne Gretzky. Le 31 mars 1985, il est échangé aux Oilers d'Edmonton en retour de Paul Houck  mais quelques mois plus tard, il rejoint les Penguins de Pittsburgh en retour de Marty McSorley, Craig Muni et Tim Hrynewich. Il joue alors aux côtés de Mario Lemieux mais au bout de trois saisons, il décide de mettre fin à sa carrière de joueur.
Au cours de sa carrière, il joue un total de 788 matchs dans la LNH pour 270 victoires, 351 défaites et 131 matchs nuls avec une moyenne de 3,64 buts encaissés par match.

### Carrière d'entraîneur
En 1989, il rejoint l'équipe dirigeante des Penguins à la fois pour être recruteur pour l'équipe mais également en tant qu'entraîneur des gardiens de Penguins : Wendell Young, Tom Barrasso ou encore Frank Pietrangelo. Il va rester au sein du club pendant toutes les années suivantes, remportant la Coupe Stanley en 1991 puis en 1992.
Dernièrement, il a pris sous son aile les gardiens des Penguins de Wilkes-Barre/Scranton de la Ligue américaine de hockey. Il va notamment aider Jocelyn Thibault à se retourner après une série de blessures en 2004 mais également Marc-André Fleury lors de la saison 2007-2008. Il travaille alors avec Michel Therrien aux côtés de André Savard et de Mike Yeo.

## Parenté dans le sport
Son fils Éric est un joueur professionnel de hockey sur glace.

## Statistiques
| Saison    | Équipe                        | Ligue          |    | Saison régulière | Saison régulière | Saison régulière | Saison régulière | Saison régulière | Saison régulière | Saison régulière | Saison régulière | Saison régulière | Saison régulière |   | Séries éliminatoires | Séries éliminatoires | Séries éliminatoires | Séries éliminatoires | Séries éliminatoires | Séries éliminatoires | Séries éliminatoires | Séries éliminatoires | Séries éliminatoires |
| Saison    | Équipe                        | Ligue          | PJ | V                | D                | Pr/N             | Min              | BC               | Moy              | % Arr            | Bl               | Pun              | PJ               | V | D                    | Min                  | BC                   | Moy                  | % Arr                | Bl                   | Pun                  |                      |                      |
| 1969-1970 | Maple Leafs Jr. de Verdun     | QJHL           | 45 | -                | -                | -                | 2679             | 221              | 88,2             | 4,95             | 1                | -                | 11               | 5 | 6                    | 654                  | 34                   | 92,1                 | 3,12                 | 0                    | -                    |                      |                      |
| 1970      | Remparts de Québec            | Coupe Memorial | -  | -                | -                | -                | -                | -                | -                | -                | -                | -                | 8                | 4 | 4                    | 474                  | 35                   | -                    | 4,43                 | 0                    | -                    |                      |                      |
| 1970-1971 | Black Hawks de Chicago        | LNH            | 2  | 2                | 0                | 0                | 120              | 6                | 91,7             | 3                | 0                | -                | -                | - | -                    | -                    | -                    | -                    | -                    | -                    | -                    |                      |                      |
| 1970-1971 | Generals de Flint             | LIH            | 33 | -                | -                | -                | 1 866            | 104              |                  | 3,34             | 2                | -                | 3                |   |                      | 183                  | 11                   |                      | 3,61                 | 0                    | -                    |                      |                      |
| 1971-1972 | Golden Seals de la Californie | LNH            | 56 | 16               | 25               | 13               | 3 121            | 173              | 89,3             | 3,33             | 4                | -                | -                | - | -                    | -                    | -                    | -                    | -                    | -                    | -                    |                      |                      |
| 1972-1973 | Golden Seals de la Californie | LNH            | 59 | 19               | 32               | 14               | 3 473            | 235              | 88,5             | 4,06             | 1                | -                | -                | - | -                    | -                    | -                    | -                    | -                    | -                    | -                    |                      |                      |
| 1973-1974 | Golden Seals de la Californie | LNH            | 47 | 9                | 33               | 5                | 2 800            | 198              | 87,7             | 4,24             | 1                | -                | -                | - | -                    | -                    | -                    | -                    | -                    | -                    | -                    |                      |                      |
| 1974-1975 | Golden Seals de la Californie | LNH            | 47 | 9                | 27               | 10               | 2 771            | 186              | 87,7             | 4,03             | 1                | -                | -                | - | -                    | -                    | -                    | -                    | -                    | -                    | -                    |                      |                      |
| 1975-1976 | Golden Seals de la Californie | LNH            | 41 | 12               | 23               | 6                | 2 440            | 140              | 88,8             | 3,44             | 1                | -                | -                | - | -                    | -                    | -                    | -                    | -                    | -                    | -                    |                      |                      |
| 1976-1977 | Barons de Cleveland           | LNH            | 51 | 19               | 24               | 6                | 2 961            | 171              | 89               | 3,47             | 2                | -                | -                | - | -                    | -                    | -                    | -                    | -                    | -                    | -                    |                      |                      |
| 1977-1978 | Barons de Cleveland           | LNH            | 54 | 16               | 27               | 8                | 3 100            | 195              | 88,7             | 3,77             | 1                | -                | -                | - | -                    | -                    | -                    | -                    | -                    | -                    | -                    |                      |                      |
| 1978-1979 | North Stars du Minnesota      | LNH            | 53 | 20               | 25               | 7                | 3 118            | 173              | 88,5             | 3,33             | 2                | -                | -                | - | -                    | -                    | -                    | -                    | -                    | -                    | -                    |                      |                      |
| 1979-1980 | North Stars du Minnesota      | LNH            | 54 | 27               | 20               | 5                | 3 141            | 160              | 89,7             | 3,06             | 1                | -                | 11               | 5 | 4                    | 564                  | 34                   | 88,5                 | 3,62                 | 1                    | -                    |                      |                      |
| 1980-1981 | North Stars du Minnesota      | LNH            | 38 | 17               | 14               | 6                | 2 215            | 120              | 88,9             | 3,25             | 2                | -                | 13               | 8 | 5                    | 802                  | 47                   | 88,4                 | 3,52                 | 0                    | -                    |                      |                      |
| 1981-1982 | North Stars du Minnesota      | LNH            | 51 | 26               | 15               | 9                | 3 026            | 175              | 89,4             | 3,47             | 1                | -                | 4                | 1 | 2                    | 184                  | 8                    | 90,8                 | 2,61                 | 0                    | -                    |                      |                      |
| 1982-1983 | North Stars du Minnesota      | LNH            | 47 | 20               | 13               | 11               | 2 689            | 160              | 88,7             | 3,57             | 1                | -                | 5                | 2 | 3                    | 319                  | 18                   | 88,2                 | 3,39                 | 0                    | -                    |                      |                      |
| 1983-1984 | North Stars du Minnesota      | LNH            | 52 | 21               | 17               | 8                | 2 883            | 201              | 86,8             | 4,18             | 2                | -                | 4                | 1 | 2                    | 200                  | 11                   | 87,5                 | 3,3                  | 0                    | -                    |                      |                      |
| 1984-1985 | North Stars du Minnesota      | LNH            | 32 | 10               | 13               | 6                | 1 817            | 115              | 87,9             | 3,8              | 0                | -                | 8                | 4 | 3                    | 395                  | 25                   | 90,2                 | 3,8                  | 1                    | -                    |                      |                      |
| 1985-1986 | Penguins de Pittsburgh        | LNH            | 34 | 13               | 15               | 5                | 1 989            | 119              | 88,1             | 3,59             | 0                | -                | -                | - | -                    | -                    | -                    | -                    | -                    | -                    | -                    |                      |                      |
| 1986-1987 | Penguins de Pittsburgh        | LNH            | 43 | 13               | 19               | 7                | 2 343            | 134              | 88,1             | 3,43             | 0                | -                | -                | - | -                    | -                    | -                    | -                    | -                    | -                    | -                    |                      |                      |
| 1987-1988 | Penguins de Pittsburgh        | LNH            | 27 | 8                | 9                | 5                | 1 390            | 95               | 86,8             | 4,10             | 0                | -                | -                | - | -                    | -                    | -                    | -                    | -                    | -                    | -                    |                      |                      |